# Джонні Перес
Джонні Перес (16 вересня 1997) — домініканський плавець.
Учасник Олімпійських Ігор 2016 року.